# Казон дел Кјево
Казон дел Кјево (итал. Cason del Chievo) је насеље у Италији у округу Верона, региону Венето.
Према процени из 2011. у насељу је живело 58 становника. Насеље се налази на надморској висини од 80 м.